# Synthetodontium pringlei
Synthetodontium pringlei är en bladmossart som beskrevs av Jules Cardot 1909. Synthetodontium pringlei ingår i släktet Synthetodontium och familjen Bryaceae. Inga underarter finns listade i Catalogue of Life.